# Ilie Vincu
Ilie Vincu este un interpret și dirijor de muzică de folclor. A fost inițiat în arta cântatului de către preotul Guțu Tiberiu în satul natal Satchinez. Actualmente este dirijor și solist la vioară la Ansamblul Banatul din Timișoara împreună cu fratele său Radu Vincu.

## Discografie
- Radu Vincu, Ilie Vincu,  Hendric Iorga - Trei vituoși la vioară, Electrecord, ST-EPE 01685

## Concerte
- Step Across the Border: Romania, Viena, 9 ianuarie 2003 [1]